# آنتونی راشیوپی
آنتونی راشیوپی (انگلیسی: Anthony Racioppi؛ زادهٔ ۳۱ دسامبر ۱۹۹۸) بازیکن فوتبال اهل سوئیس است.
از باشگاه‌هایی که در آن بازی کرده‌است می‌توان به اشاره کرد.
وی همچنین در تیم‌ ملی فوتبال زیر ۲۱ سال سوئیس بازی کرده‌است.